# Hotel Hang Nga

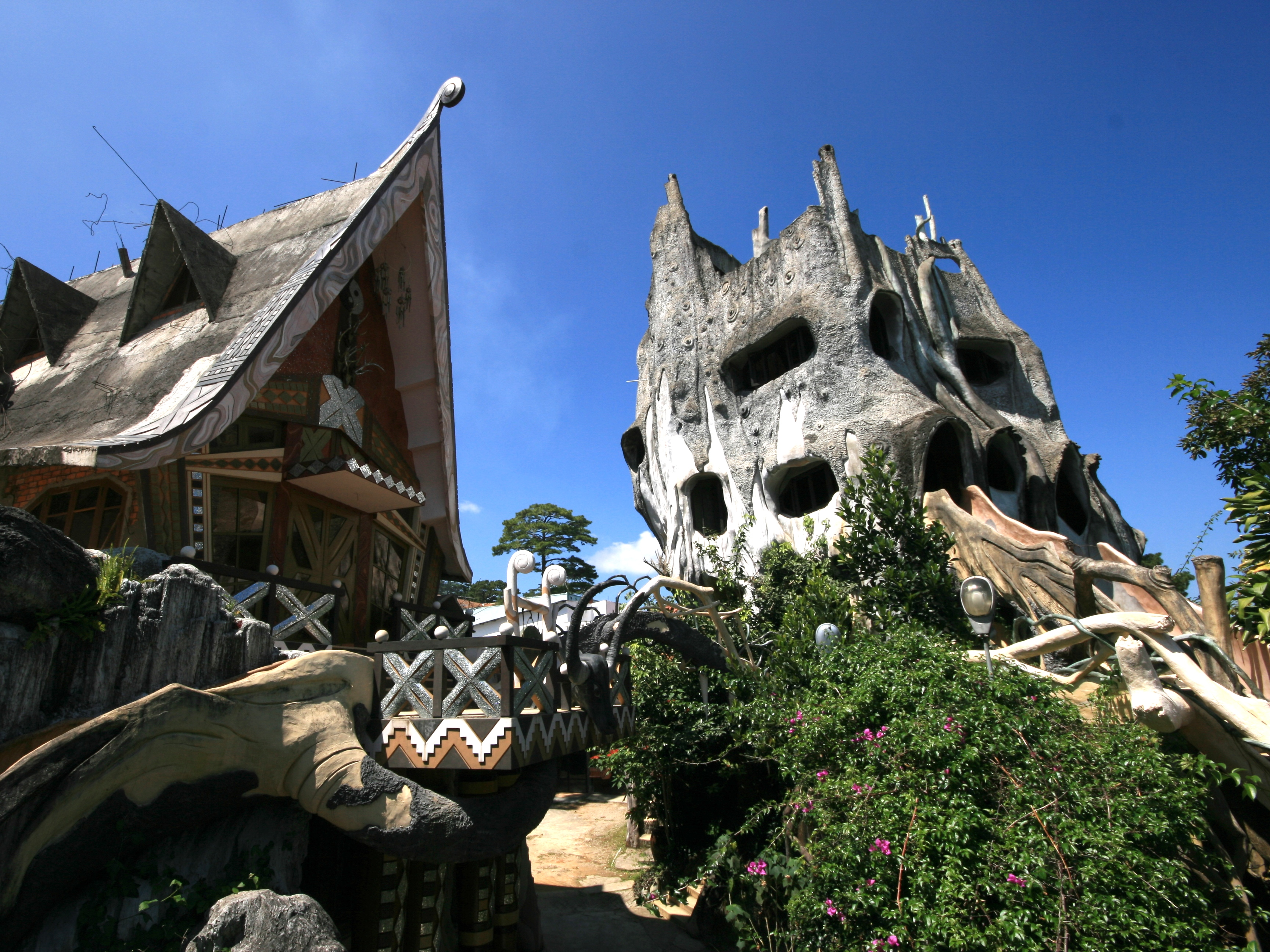
Hằng Nga

Hotel Hằng Nga (vietnamsky Biệt thự Hằng Nga), známý též jako Bláznivý dům (vietnamsky Ngôi nhà quái dị) je nekonvenční stavba ve vietnamském městě Đà Lạt na adrese 3 Huynh Thuc Khang. Autorkou je vietnamská architektka Đặng Việt Nga. Výstavba komplexu začala v roce 1990 a doposud nebyla ukončena.

## Popis
Dům představuje komplex několika vzájemně propojených staveb a slouží současně jako hotel, kavárna a galerie umění. Stavbu vzdáleně připomínající vídeňský Hundertwasserhaus nelze přiřadit k žádnému architektonickému stylu. Interiéry tvoří jeskyně, křivolaké chodby, strmě se vinoucí schodiště, psychedelický nábytek a sochy zvířat v životní velikosti. Přímé linky a pravé úhly zde neexistují. Bez ohledu na to, zda se jedná o místnosti, chodby, schodiště, okna nebo nábytek – vše vypadá, jako by bylo roztaveno ve vysoké teplotě a poté opět ztuhlo do groteskních tvarů. Rovněž exteriéry budov jsou prosty jasných linií.
Mezi jednotlivými budovami dominují pokroucené stromy z betonu a obří pavučiny z drátu. Uvnitř obří betonové žirafy se nachází čajovna. Každý z pokojů si lze rezervovat k přenocování. Prohlídka samotného komplexu je možná přes den po zaplacení vstupného.

## Autorka
Đặng Việt Nga je designérka a architektka, která dům začala budovat v roce 1990. Používá umělecké jméno Hằng Nga, po kterém je pojmenován i její dům. Pochází z Hanoje a 14 let žila v Moskvě. Většina staveb, které navrhla, stojí v okolí Đà Lạtu, např. Dětský palác a katolický kostel v Lien Khuong. Její otec byl Trường Chinh, druhý vietnamský prezident.

## Galerie

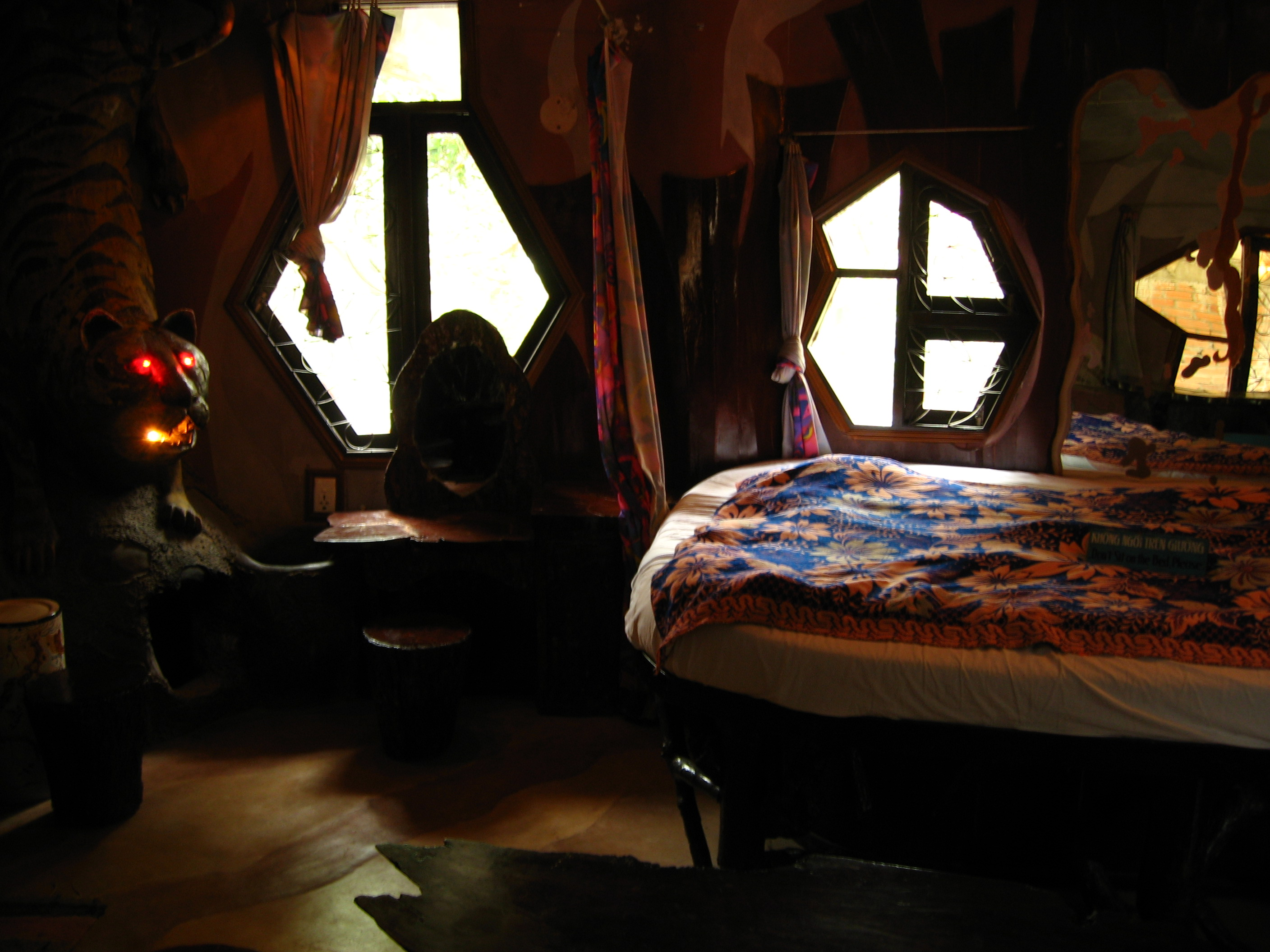
Interiér jednoho z pokojů
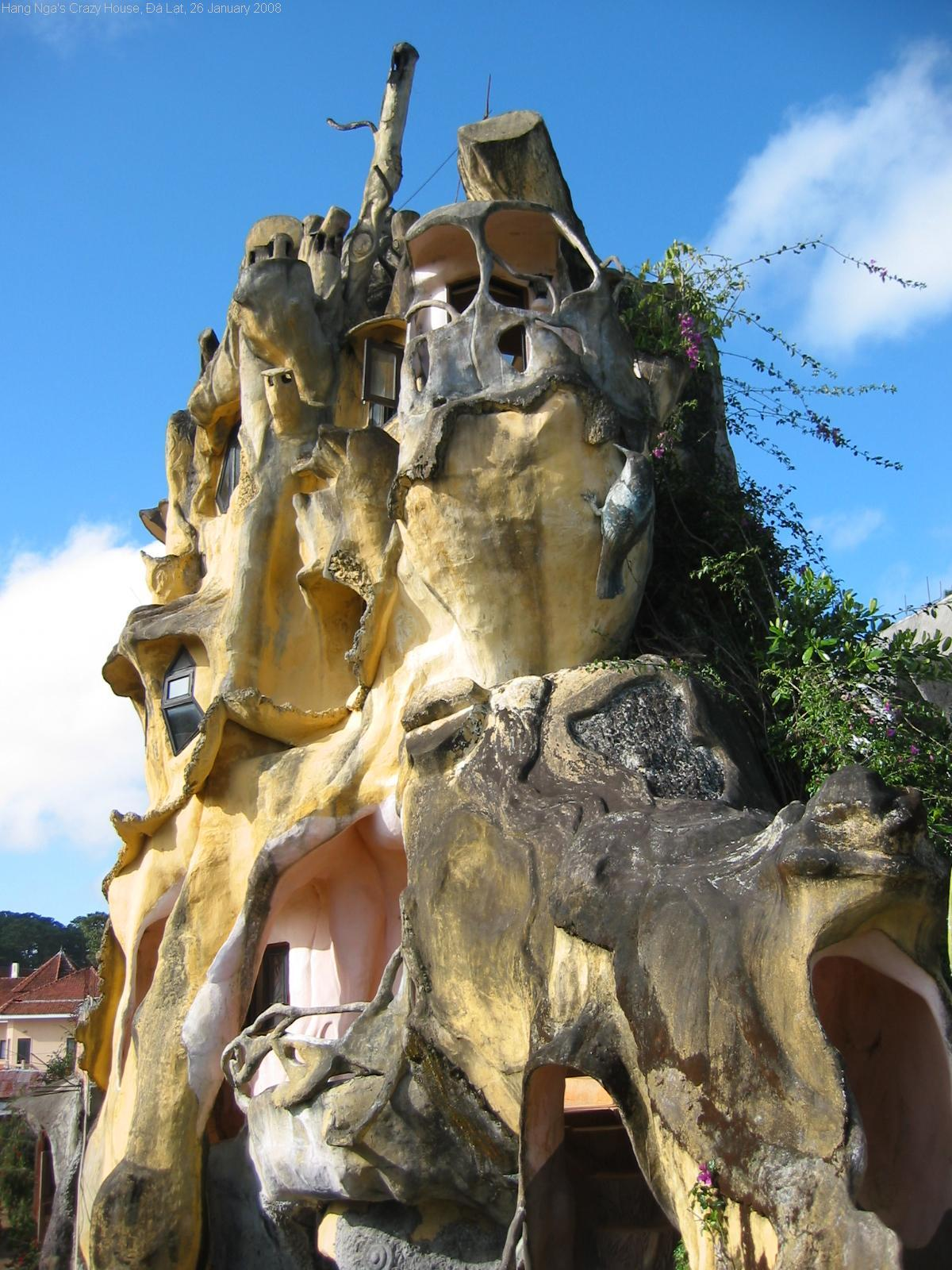
Exteriér
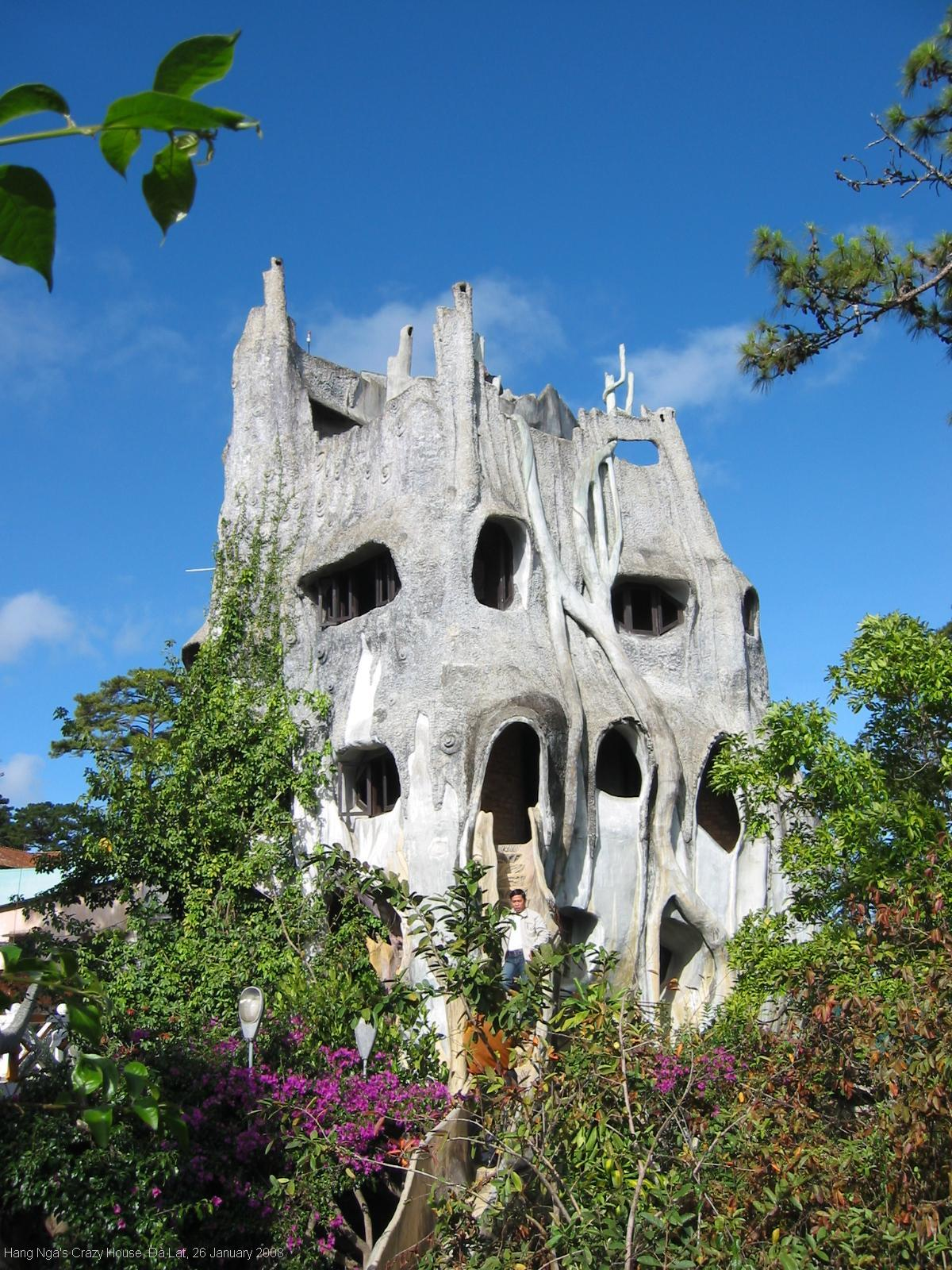
Skelet dosud bez výzdoby
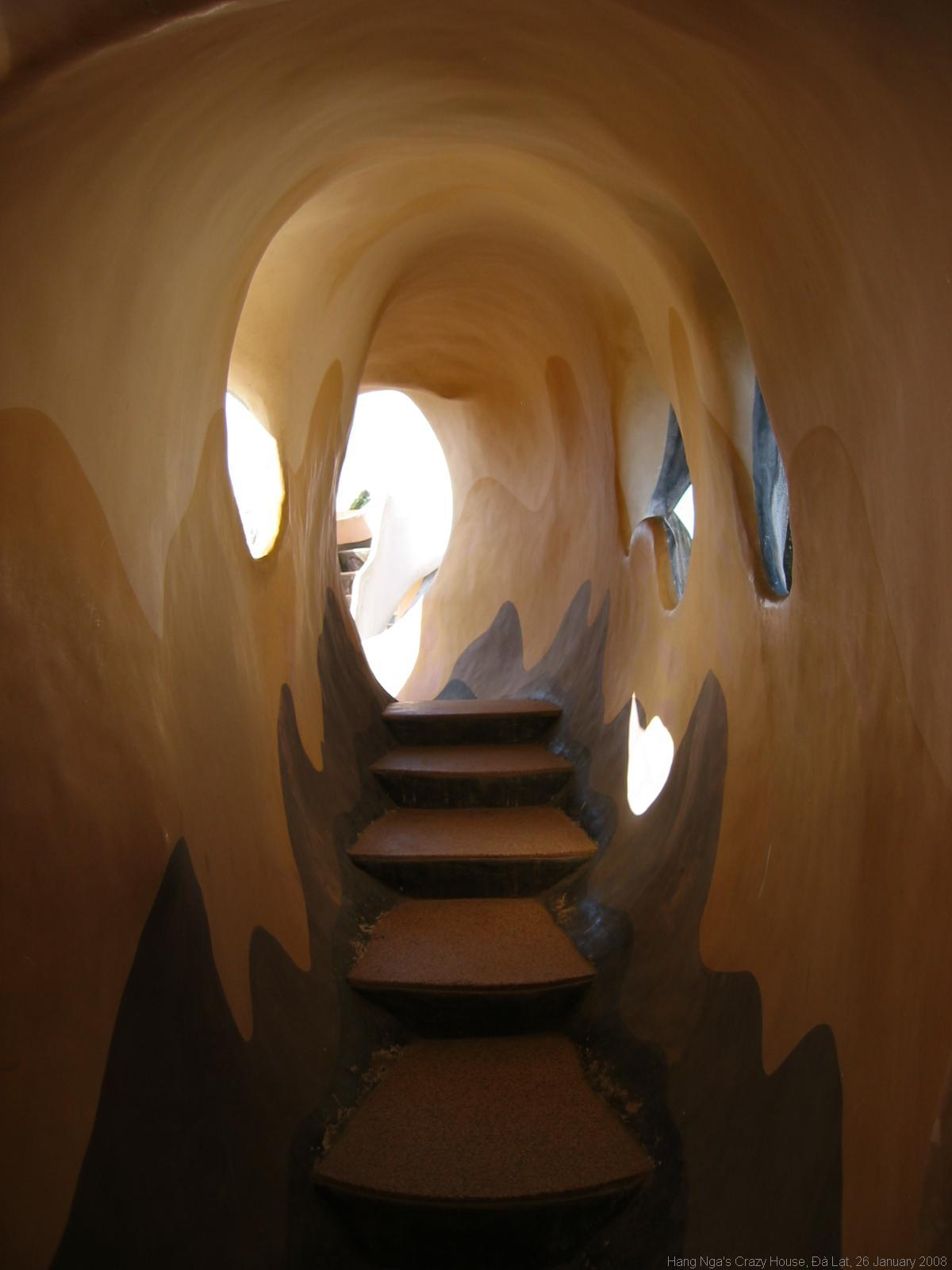
Chodba
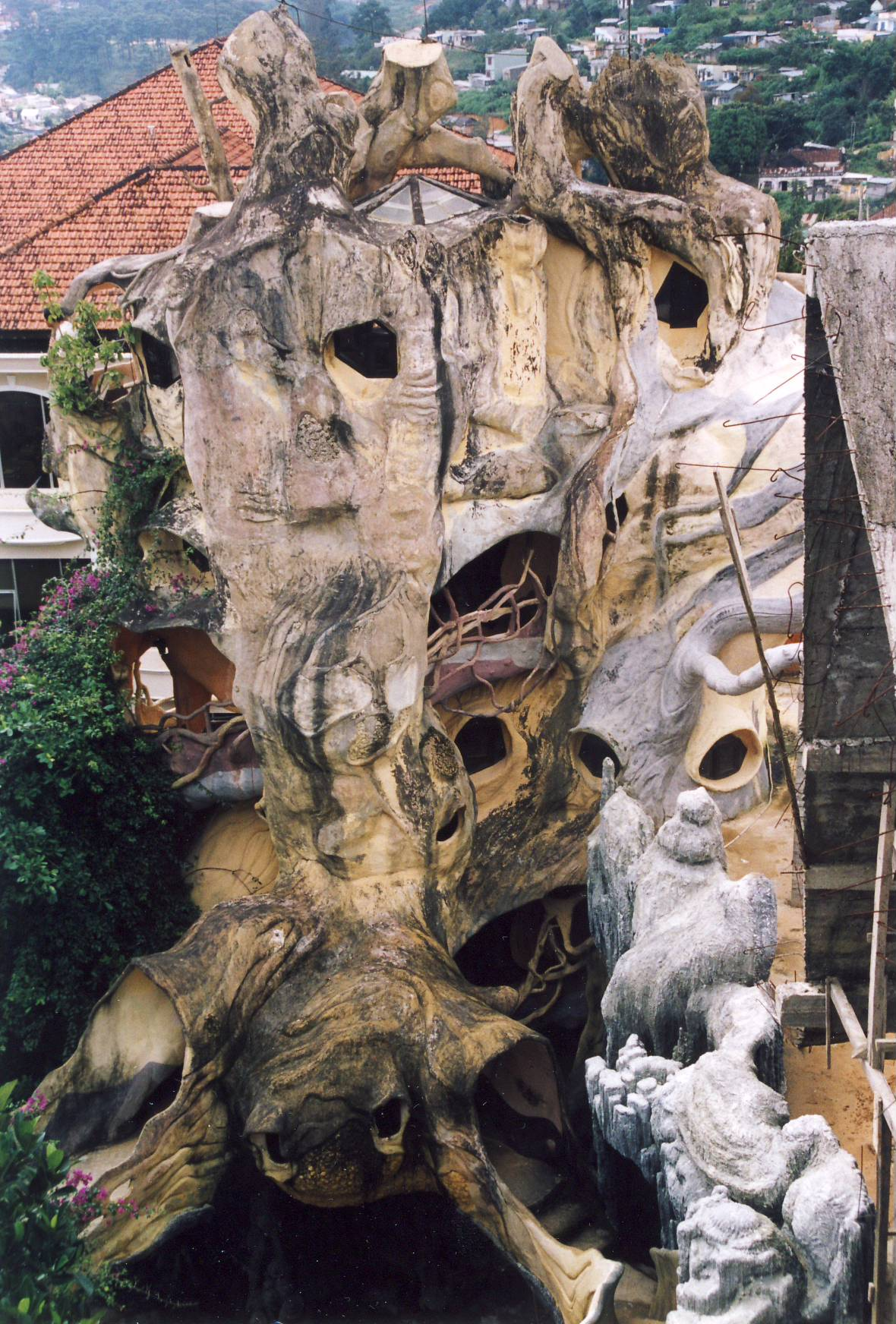
Stavba ve tvaru kmene